# La Taverne rouge (film, 1928)
Pour les articles homonymes, voir La Taverne rouge.
Pour plus de détails, voir Fiche technique et Distribution.
La Taverne rouge (The Crimson City) est un film américain réalisé par Archie Mayo et sorti en 1928.

## Fiche technique
- Titre français : La Taverne rouge[1]
- Titre original : The Crimson City
- Réalisation : Archie Mayo
- Scénario : Anthony Coldeway
- Photographie : Barney McGill
- Production : Warner Bros.
- Pays de production :  États-Unis
- Distribution : Warner Bros.
- Durée: 6 bobines[2] - 59 minutes
- Dates de sortie : 
  - États-Unis : 6 avril 1928
  - France : 18 janvier 1929[1]

## Distribution
- Myrna Loy : Onoto
- John Miljan : Gregory Kent
- Leila Hyams : Nadine Howells
- Matthew Betz : "Dagger Foo"
- Anders Randolf : Major Howells
- Sōjin Kamiyama : Sin Yoy
- Anna May Wong : Su
- Richard Tucker : Richard Brand

## Statut du film
La seule copie connue du film est conservée au Museo del Cine Pablo Ducros Hicken à Buenos Aires en Argentine,.